# بييت باكر
بييت باكر (بالهولندية: Piet Bakker)‏ هو كاتب للأطفال وصحفي وكاتب هولندي، ولد في 10 أغسطس 1897 في روتردام في هولندا، وتوفي في 1 أبريل 1960 في أمستردام في هولندا.